# 貞鏡尼
貞鏡尼（じょうきょうに、文化13年7月17日（1816年8月10日） - 明治6年（1873年）3月26日は、幕末の久保田藩の女性。実名はお庫（於庫）。佐竹北家第15代当主佐竹義術の娘、多賀谷厚孝の室。子に佐竹義許・多賀谷睦貞・多賀谷家知がいる。
17歳で檜山城の城代を務める厚孝に嫁ぎ、天保13年（1842年）に25歳で夫と死別した後に出家する。残された子供たちの養育に努め、長男の義許が実父・義術の後継者として佐竹北家を継いだ他、いずれも幕末の秋田藩政で活躍した。また、和歌にも優れて、800首の歌集が伝わっている。法名は貞鏡院殿節信祥操大姉。墓は多賀谷氏の菩提寺である秋田県能代市の多宝院にある。